# ماریو سیدل
ماریو سیدل (انگلیسی: Mario Seidl؛ زادهٔ ۸ دسامبر ۱۹۹۲) اسکی‌باز اهل اتریش است.